# Hornkullspindel
Hornkullspindel (Hypomma cornutum) är en spindelart som först beskrevs av John Blackwall 1833.  Hornkullspindel ingår i släktet Hypomma och familjen täckvävarspindlar. Arten är reproducerande i Sverige. Inga underarter finns listade i Catalogue of Life.